# Bell D-292
Bell D-292 був американським експериментальним вертольотом розробленим Bell Helicopters для програми передового композитного планера армії США який був частиною програми Легкого експериментального вертольота.

## Проектування і розробка
Bell D-292 було розроблено в рамках програми провідного композитного планера (ППКП) армії США яка була проектом з розробки цілком композитного фюзеляжу вертольота, який був легший і дешевший у будівництві ніж традиційні металеві планери для підтримки програми ЛЕВ.  У лютому 1981 контракти отримали Sikorsky і Bell Helicopters, де Sikorsky представив свій S-75. Обидві компанії побудували три планери, один для відпрацювання інструментальної бази, один для статичних тестів і один для льотних випробувань.
Bell D-292 мав двигуни Avco Lycoming, трансмісію, дволопатевий несучий і хвостовий гвинти, хвостову балку, вертикальний кіль і гвинтовий пілон від Bell 222. Новий планер замінив металевий композитним зміцнивши конструкцію, зменшивши вагу і зменшивши виробництво та вартість.
D-292 серійний номер 85-24371 піднявся в повітря 30 вересня 1985 через затримки у фінансуванні і виробничі проблеми.

## Льотно-технічні характеристики
Основні характеристики
- Екіпаж: 2
- Довжина: 12,32 м
- Висота: 3,40 м
- Діаметр несучого гвинта:

- Маса порожнього: 2615 кг
- Максимальна злітна маса: 3395 кг
- Силова установка: 2 × турбовальний Avco Lycoming LTS 101-750C-1  684 кс ( 510 кВт)
- Діаметр гвинта: 12,80 м

Льотні характеристики